# ジュリアン・シュウィンガー
ジュリアン・セイモア・シュウィンガー（Julian Seymour Schwinger, 1918年2月12日 - 1994年7月16日）は、アメリカ合衆国の理論物理学者。繰り込み理論によって量子電磁力学を完成させた功績で朝永振一郎、リチャード・P・ファインマンとともに1965年のノーベル物理学賞を受賞した。

## 略歴
ニューヨークでポーランド系ユダヤ人の家庭に生まれる。父は当時オーストリア＝ハンガリー帝国の支配下にあったノヴィ・ソンチの出身で、母は現ポーランドのウッチ出身。ニューヨーク市立大学シティカレッジで学んだ後、コロンビア大学に編入し1936年に学士、1939年のイジドール・イザーク・ラービのもとで、博士号を得た。カリフォルニア大学バークレー校で働いたあと、インディアナ州のパデュー大学で研究した。第二次世界大戦中は マサチューセッツ工科大学の放射線研究所でレーダーの開発に加わった。戦後、ハーバード大学に移り1945年から1974年までそこで教えた。ハーバード大学在職中にラムシフトの説明に繰り込み理論を適用して成功をおさめた。素粒子物理学の分野でも1957年の論文「基本的相互作用の理論」で新しい素粒子の存在について先駆的な予想をおこなった。1972年から死去するまでカリフォルニア大学ロサンゼルス校の物理学部の教授として教鞭を執り、研究に没頭した。
強い電場中で真空からの粒子・反粒子の対生成が起こることを最初に示し、それに必要な電場強度は彼の名を取って「シュウインガー極限」と呼ばれる。（この過程を実際に引き起こすには、エネルギー・運動量保存則を満たす為に、通常は電場以外に一個の光子の入射が必要である。）また、場の量子論の計算に用いられるシュウインガー・ダイソン方程式等で知られる。
研究の指導者としても優れ、4人のノーベル賞受賞者（ロイ・グラウバー、ベン・モッテルソン 、シェルドン・グラショウ、ウォルター・コーン（化学賞））を指導している。

## 著作
- 『アインシュタインの遺産　時空統一への挑戦』戸田盛和・米山徹訳、日経サイエンス社、1991年9月。ISBN 4-532-52005-3。
- 『シュウィンガー量子力学』B.G.エングラート編、清水清孝・日向裕幸訳、シュプリンガー・フェアラーク東京、2003年6月。ISBN 4-431-71015-9。